# Rhorus planarius
Rhorus planarius är en stekelart som beskrevs av Barron 1986. Rhorus planarius ingår i släktet Rhorus och familjen brokparasitsteklar. Inga underarter finns listade i Catalogue of Life.